# Аббасов Іслам Азім-огли
Іслам Азім-огли Аббасов (азерб. İslam Əzim oğlu Abbasov; нар. 24 березня 1996) — азербайджанський борець греко-римського стилю, срібний та бронзовий призер чемпіонатів Європи, срібний призер Європейських ігор, чемпіон та срібний призер Кубків світу.

## Життєпис
Боротьбою почав займатися з 2005 року. Багаторазовий переможець та призер чемпіонатів Європи та світу у молодших вікових групах.
Виступає за борцівський клуб «Нефтчі» Баку. Тренер — Сабан Донат (з 2014).

## Спортивні результати на міжнародних змаганнях

### Виступи на Олімпійських іграх
| Змагання                                   | Збірна      | Вагова категорія                 | Місце |
| ------------------------------------------ | ----------- | -------------------------------- | ----- |
| Боротьба на літніх Олімпійських іграх 2020 | Азербайджан | греко-римська боротьба, до 87 кг | 13    |

### Виступи на Чемпіонатах світу
| Змагання                        | Збірна      | Вагова категорія                 | Місце |
| ------------------------------- | ----------- | -------------------------------- | ----- |
| Чемпіонат світу з боротьби 2017 | Азербайджан | греко-римська боротьба, до 85 кг | 5     |
| Чемпіонат світу з боротьби 2018 | Азербайджан | греко-римська боротьба, до 87 кг | 5     |
| Чемпіонат світу з боротьби 2019 | Азербайджан | греко-римська боротьба, до 87 кг | 18    |
| Чемпіонат світу з боротьби 2021 | Азербайджан | греко-римська боротьба, до 87 кг | 25    |

### Виступи на Чемпіонатах Європи
| Змагання                         | Збірна      | Вагова категорія                 | Місце  |
| -------------------------------- | ----------- | -------------------------------- | ------ |
| Чемпіонат Європи з боротьби 2016 | Азербайджан | греко-римська боротьба, до 85 кг | 14     |
| Чемпіонат Європи з боротьби 2018 | Азербайджан | греко-римська боротьба, до 87 кг | 5      |
| Чемпіонат Європи з боротьби 2019 | Азербайджан | греко-римська боротьба, до 87 кг | Срібло |
| Чемпіонат Європи з боротьби 2020 | Азербайджан | греко-римська боротьба, до 87 кг | Бронза |
| Чемпіонат Європи з боротьби 2022 | Азербайджан | греко-римська боротьба, до 87 кг | Бронза |

### Виступи на Європейських іграх
| Змагання              | Збірна      | Вагова категорія                 | Місце  |
| --------------------- | ----------- | -------------------------------- | ------ |
| Європейські ігри 2019 | Азербайджан | греко-римська боротьба, до 87 кг | Срібло |

### Виступи на Кубках світу
| Змагання                    | Збірна      | Вагова категорія                 | Місце  |
| --------------------------- | ----------- | -------------------------------- | ------ |
| Кубок світу з боротьби 2015 | Азербайджан | греко-римська боротьба, до 85 кг | Золото |
| Кубок світу з боротьби 2016 | Азербайджан | греко-римська боротьба, до 85 кг | 6      |
| Кубок світу з боротьби 2017 | Азербайджан | греко-римська боротьба, до 85 кг | Срібло |
| Кубок світу з боротьби 2020 | Азербайджан | греко-римська боротьба, до 87 кг | 13     |

### Виступи на інших змаганнях
| Змагання                                                         | Збірна      | Вагова категорія                 | Місце  |
| ---------------------------------------------------------------- | ----------- | -------------------------------- | ------ |
| Гран-прі Парижа з боротьби 2015                                  | Азербайджан | греко-римська боротьба, до 85 кг | Бронза |
| Кубок Алроси 2015                                                | Азербайджан | греко-римська боротьба, до 85 кг | Срібло |
| Чемпіонат світу з боротьби серед військовослужбовців 2016        | Азербайджан | греко-римська боротьба, до 85 кг | Срібло |
| Золотий Гран-прі з боротьби 2016                                 | Азербайджан | греко-римська боротьба, до 85 кг | Золото |
| Турнір Вехбі Емре і Гаміта Каплана 2017                          | Азербайджан | греко-римська боротьба, до 85 кг | Срібло |
| Ігри ісламської солідарності 2017                                | Азербайджан | греко-римська боротьба, до 85 кг | Золото |
| Чемпіонат світу з боротьби серед військовослужбовців 2017        | Азербайджан | греко-римська боротьба, до 85 кг | Бронза |
| Київський Міжнародний турнір з боротьби 2018                     | Азербайджан | греко-римська боротьба, до 87 кг | Срібло |
| Чемпіонат світу з боротьби серед військовослужбовців 2018        | Азербайджан | греко-римська боротьба, до 87 кг | Бронза |
| Турнір Вехбі Емре і Гаміта Каплана 2018                          | Азербайджан | греко-римська боротьба, до 87 кг | Срібло |
| Меморіал Олега Караваєва 2018                                    | Азербайджан | греко-римська боротьба, до 87 кг | Срібло |
| Турнір Вехбі Емре і Гаміта Каплана 2019                          | Азербайджан | греко-римська боротьба, до 87 кг | 6      |
| Гран-прі Угорщини з боротьби 2019                                | Азербайджан | греко-римська боротьба, до 87 кг | 10     |
| Гран-прі Франції Анрі Деглана 2020                               | Азербайджан | греко-римська боротьба, до 87 кг | 5      |
| Гран-прі Франції Анрі Деглана 2021                               | Азербайджан | греко-римська боротьба, до 87 кг | Золото |
| Європейський олімпійський кваліфікаційний турнір з боротьби 2021 | Азербайджан | греко-римська боротьба, до 87 кг | Золото |
| Кубок Владислава Пітласинські 2019                               | Азербайджан | греко-римська боротьба, до 87 кг | Бронза |

### Виступи на змаганнях молодших вікових груп
| Змагання                                       | Збірна      | Вагова категорія                 | Місце  |
| ---------------------------------------------- | ----------- | -------------------------------- | ------ |
| Чемпіонат світу з боротьби серед кадетів 2012  | Азербайджан | греко-римська боротьба, до 76 кг | Золото |
| Чемпіонат Європи з боротьби серед кадетів 2013 | Азербайджан | греко-римська боротьба, до 76 кг | Срібло |
| Чемпіонат світу з боротьби серед кадетів 2013  | Азербайджан | греко-римська боротьба, до 76 кг | Золото |
| Чемпіонат Європи з боротьби серед юніорів 2014 | Азербайджан | греко-римська боротьба, до 84 кг | Золото |
| Чемпіонат світу з боротьби серед юніорів 2014  | Азербайджан | греко-римська боротьба, до 84 кг | Золото |
| Чемпіонат Європи з боротьби серед юніорів 2015 | Азербайджан | греко-римська боротьба, до 84 кг | Золото |
| Чемпіонат світу з боротьби серед юніорів 2015  | Азербайджан | греко-римська боротьба, до 84 кг | Срібло |
| Чемпіонат Європи з боротьби серед юніорів 2016 | Азербайджан | греко-римська боротьба, до 84 кг | Золото |
| Чемпіонат Європи з боротьби серед молоді 2015  | Азербайджан | греко-римська боротьба, до 85 кг | Бронза |
| Чемпіонат Європи з боротьби серед молоді 2016  | Азербайджан | греко-римська боротьба, до 85 кг | 8      |
| Чемпіонат світу з боротьби серед молоді 2017   | Азербайджан | греко-римська боротьба, до 85 кг | Бронза |
| Чемпіонат Європи з боротьби серед молоді 2018  | Азербайджан | греко-римська боротьба, до 87 кг | Золото |
| Чемпіонат світу з боротьби серед молоді 2018   | Азербайджан | греко-римська боротьба, до 87 кг | Бронза |